# Сабионера (Комо)
Сабионера је насеље у Италији у округу Комо, региону Ломбардија.
Према процени из 2011. у насељу је живело 19 становника. Насеље се налази на надморској висини од 273 м.